# Ingrid Rietz
Ingrid Maria Rietz, senare Appel, född 2 juli 1900 i Ronneby, död 20 juni 1975 i Förlösa, var en svensk teckningslärare, grafiker och skulptör.
Hon studerade vid Konsthögskolan i Stockholm 1920–1923 och medverkade under studietiden i Konstakademiens utställningar med statyetter och etsningar. Efter studierna medverkade hon i utställningar arrangerade av Karlskrona konstförening.
Ingrid Rietz var dotter till provinsialläkaren Sigurd Valdemar Rietz (1856–1936) och Bertha Fredrika Plate (1860–1949). Hon var sondotter till Ernst Rietz, syster till Torsten och Einar Rietz samt faster till Astrid Rietz. Hon var gift med Walter-Hans Joachim Ernst Christian Appel (1889–1989).